# Frank Boldt
Frank Boldt (3. července 1942 Berlín – 3. října 2006 Cheb) byl německý historik a slavista, překladatel, pedagog na Západočeské univerzitě v Plzni a Univerzitě Karlově v Praze.

## Život
Vystudoval v Německu a v Praze historii a slavistiku. Na univerzitě v Heidelbergu byl žákem Dmitrije Čiževského, spoluzakladatele pražské lingvistické školy. Dále studoval v Marburgu, v Berlíně, či také v irském Dublinu. Mezi lety 1975 a 1980 působil v Brémách na škole pro německy mluvící obyvatele, vysídlené z východní Evropy. Až do roku 1993 pak pracoval jako docent na univerzitě v Brémách.
V roce 1992 se vzdal německého státního občanství a přijal občanství československé a později české. Usadil se v Chebu, kde založil nadaci Evropské Comenium, hlásící se k odkazu Jana Amose Komenského, kterého obdivoval a ve svém díle i rozhovorech se na něj často odkazoval. Zde také každé léto pořádal Akademické letní školy, kam zval Čechy a Němce ke společnému dialogu o minulosti, současnosti i přítomnosti. Byl jednou z největších osobností regionu po sametové revoluci. Usiloval o to, aby se Chebané dodatečně vyrovnali s historií německých sociálních demokratů v Chebu, kteří se v roce 1938 postavili na obranu Československé republiky. Dva roky po jeho smrti, 2. září 2008, byla na budově, kde před 2. světovou válkou strana sídlila (náměstí Balthasara Neumanna, sídlo depozitáře chebského muzea), odhalena pamětní deska DSAP. Ač původně srdcem i duší sociální demokrat, snažil se předat chebské pobočce Strany zelených know how německých Zelených, doslova ji „zvedl z popela” a pravděpodobně by byl v komunálních volbách v říjnu 2006 zvolen do městského zastupitelstva, kdyby pouhé dva týdny před volbami neumřel na velmi rychle postupující rakovinu, která dle slov jeho oddané ošetřovatelky a spolustranice Renaty Křížové, „postihla to nejcennější – tedy mozek”. Frank Boldt byl jednou z nejvýraznějších osob nejen města, ale i česko-německých vztahů obecně.
Nebylo mu například zatěžko pokoušet se o komunikaci s nejrozmanitějšími lidmi – rád si promluvil s intelektuálem i prostým člověkem.
„Centrum nadace Evropské Comenium, které vybudoval z bývalé koželužny na břehu řeky Ohře, se stalo příjemnou oázou, kam jste mohli přijít a jen tak si popovídat u sklenky či nějakých dobrot, kterých měl jakožto vysoce pohostinný člověk vždy v zásobě plno,” říká novinářka Jana Frank. „Dělala jsem s ním spoustu rozhovorů a účastnila se řady jeho letních škol... Organizoval tolik projektů, shromažďoval a zachránil tolik písemností… Vždycky mě překvapil mnoha zajímavými myšlenkami, novinkami či historickými událostmi a kontextem, který vypátral… Seznámila jsem se u něj s neuvěřitelnými osobnostmi z různých konců světa. Často jezdíval za svými dětmi do Izraele. Na dveřích nadace – tedy na kování – můžete vidět zvenku židovskou hvězdu a citát z Tóry. On sám sice žid nebyl, byl protestant, ale stejně tak byl původně Němec, ne sudetský Němec, takže nebyl zatížený těžkým osudem regionu a problematikou bývalých Chebanů a zdejších „nových přistěhovalců”. To u něj jsem začala chápat, jak přistupovat ke vztahům mezi Čechy, Němci a Židy a pokoušet se pochopit jejich složitost, a nesmírně se mi to hodí – a to i v kontextu mého londýnského života. Však sám Frank také studoval krátce v Dublinu. Za celý svůj život jsem poznala jen málo tak všestranných lidí a ještě méně odborníků. Ač historik, dokázal mluvit jednoduše a lidsky úplně s kýmkoliv. Chybí tu citelně a vždycky bude. Cheb ztratil kulturní, intelektuální a tolerantní osobnost, zásadní pro jeho duchovní a mezinárodní rozvoj. Chebané až na pár výjimek nikdy nepochopili, jaké kontakty ve světě ve skutečnosti má a jak by mohl pomoci regionu v dlouhodobém kontextu – sama radnice ho vždy brala jako toho „usazeného Němce”, který je tak trošku podivínský, proč by se jinak usadil právě zde…. na konci světa… Jenže Frank Cheb neviděl jako konec světa, ale jako jeho začátek, jako vstup do Evropy. A já to vidím také tak – i po těch letech, kdy jsem s ním mluvila naposledy, a i po těch letech, kdy jsem Cheb opustila a odstěhovala se do Británie. Měl v mnohém pravdu a byl vizionářem. Lituji neskutečně, že jsem s ním nestačila natočit více reportáží a hlavně dokumentární film. Jeho myšlenky jsou však zachyceny v jeho knihách – doporučuji po nich pátrat a číst je, přenesou vás do jiné dimenze, vlastně i do současnosti, a pomůžou odhadnout budoucnost."